# Wii Balance Board
Wii Balance Board — игровой контроллер для игровой приставки Nintendo Wii. Balance Board была представлена вместе с игрой Wii Fit 11 июля 2007 года на Electronic Entertainment Expo. Было подтверждено, что Balance Board также будет совместима с играми для новой консоли Wii U.
Устройство напоминает напольные весы и состоит из четырёх весов, реагирующих на передвижение центра тяжести игрока. Работает от четырех батареек размера AA, которых хватает примерно на 60 часов игры. Balance Board связывается с Wii по протоколу Bluetooth.

## Примеры игр, в которых используется Wii Balance Board
- Wii Fit
- Wii Fit Plus
- Wii Music
- Skate It[англ.]
- Shaun White Snowboarding: Road Trip
- Punch-Out!